# 트라이던트 플라우셰어스
트라이던트 플라우셰어스(영어: Trident Ploughshares)는 1998년에 영국에서 설립된 반핵무기 단체로, 이사야 구절에서 따온 ‘무기를 쟁기로’를 목표로 하고 있다.

## 같이 보기
- 무기를 쟁기로